# Liste der Venuskrater/H
| Name        | Position          | ⌀       | Benannt nach                                                                               |
| ----------- | ----------------- | ------- | ------------------------------------------------------------------------------------------ |
| Hadisha     | 39° S, 97,2° O    | 8,9 km  | kasachischer Vorname                                                                       |
| Halima      | 28,5° N, 14,6° O  | 8,9 km  | Vorname der Hausa                                                                          |
| Halle       | 19,8° S, 145,5° O | 21,5 km | Wilhelmine Neruda, Lady Hallé (1839–1911), österreichische Violinistin                     |
| Hamuda      | 62,9° N, 2,5° O   | 15,8 km | hebräischer Vorname                                                                        |
| Hanka       | 27,3° S, 114,3° O | 5 km    | tschechischer Vorname                                                                      |
| Hannah      | 17,9° N, 102,6° O | 19,8 km | hebräischer Vorname                                                                        |
| Hansberry   | 22,7° S, 35,9° W  | 26,6 km | Lorraine Hansberry (1930–1965), US-amerikanische Dramatikerin                              |
| Hapei       | 66,1° N, 178° O   | 4,2 km  | Vorname der Cheyenne                                                                       |
| Hayashi     | 53,8° N, 116,1° W | 43,1 km | Fumiko Hayashi (1903–1951), japanische Schriftstellerin                                    |
| Heather     | 6,8° S, 25,9° W   | 11,5 km | englischer Vorname                                                                         |
| Heidi       | 23,6° N, 9,9° W   | 15,2 km | deutscher Vorname                                                                          |
| Helga       | 10,4° S, 116,7° O | 8,8 km  | norwegischer Vorname                                                                       |
| Hellman     | 4,7° N, 3,7° W    | 34,7 km | Lillian Hellman (1905–1984), US-amerikanische Schriftstellerin                             |
| Heloise     | 40° N, 51,9° O    | 38 km   | Heloisa (ca. 1095–1164), Ehefrau des Petrus Abaelardus und Gründerin eines Frauenkonvents  |
| Helvi       | 12,4° N, 82,7° O  | 12,2 km | estnischer Vorname                                                                         |
| Henie       | 51,9° S, 146° O   | 70,4 km | Sonja Henie (1912–1969), norwegische Eiskunstläuferin                                      |
| Hepworth    | 5,1° N, 94,7° O   | 62,6 km | Barbara Hepworth (1903–1975), britische Bildhauerin                                        |
| Higgins     | 8,1° N, 118,7° W  | 40 km   | Marguerite Higgins (1920–1966), US-amerikanische Journalistin und Kriegsberichterstatterin |
| Hilkka      | 69° S, 72° O      | 10,3 km | finnischer Vorname                                                                         |
| Himiko      | 19° N, 124,3° O   | 36,6 km | Himiko (ca. 170–248), erste namentlich bekannte Herrscherin über das Reich Yamatai         |
| Hiriata     | 15,3° N, 23,5° O  | 5 km    | polynesischer Vorname                                                                      |
| Hiromi      | 35,2° N, 72,7° W  | 6 km    | japanischer Vorname                                                                        |
| Holiday     | 46,7° S, 12,8° O  | 27,7 km | Billie Holiday (1915–1959), amerikanische Sängerin                                         |
| Horner      | 23,4° N, 97,7° O  | 25,2 km | Mary Horner (1808–1873), englische Geologin, Ehefrau von Charles Lyell                     |
| Howe        | 45,7° S, 174,8° O | 38,6 km | Julia Ward Howe (1819–1910), US-amerikanische Dichterin und Schriftstellerin               |
| Hsueh T'ao  | 52,6° S, 13,8° O  | 21 km   | Xue Tao (768–831), chinesische Dichterin                                                   |
| Hua Mulan   | 86,8° N, 22,3° W  | 24 km   | Hua Mulan, legendäre chinesische Kriegerin                                                 |
| Huang Daopo | 54,2° S, 165,3° O | 29,1 km | Huang Daopo, legendäre chinesische Textiltechnikerin                                       |
| Huarei      | 15° N, 32,3° O    | 8,5 km  | polynesischer Vorname                                                                      |
| Hull        | 59,4° N, 96,4° W  | 47,3 km | Peggy Hull (1889–1967), US-amerikanische Kriegskorrespondentin                             |
| Hurston     | 77,6° S, 94,7° O  | 52,4 km | Zora Neale Hurston (1891–1960), US-amerikanische Schriftstellerin und Anthropologin        |
| Hwangcini   | 6,3° N, 141,8° O  | 30,2 km | Hwang Jin-i (um 1520–um 1560), koreanische Gisaeng                                         |